# Thoothukudi (huyện)
Huyện Thoothukudi là một huyện thuộc bang Tamil Nadu, Ấn Độ. Thủ phủ huyện Thoothukudi đóng ở Thoothukudi. Huyện Thoothukudi có diện tích 4621 ki lô mét vuông. Đến thời điểm năm 2001, huyện Thoothukudi có dân số 1565743 người.